# Ceroplastes avicenniae
Ceroplastes avicenniae är en insektsart som beskrevs av Robert Newstead 1917. Ceroplastes avicenniae ingår i släktet Ceroplastes och familjen skålsköldlöss.
Artens utbredningsområde är i Guyana. Inga underarter finns listade i Catalogue of Life.